# 克洛伊·穆斯塔基
克洛伊·娜奥米·穆斯塔基（英語：Chloe Naomi Mustaki；1995年7月29日—），爱尔兰共和国女子足球运动员，司职后卫或中场，目前效力于布里斯托尔城足球俱乐部和爱尔兰共和国国家女子足球队。她曾代表爱尔兰参加2023年国际足联女子世界杯。